# Rustia costaricensis
Rustia costaricensis är en måreväxtart som först beskrevs av Paul Carpenter Standley, och fick sitt nu gällande namn av David H. Lorence. Rustia costaricensis ingår i släktet Rustia och familjen måreväxter. Inga underarter finns listade i Catalogue of Life.